# Zoom!
Zoom! är ett arkadliknande pusselspel utvecklat av Discovery Software, ursprungligen släppt 1988. 
Det utspelar sig på olika spelplaner täckta av kvadrater i en typ av 3D, där spelaren ska försöka styra en figur. Alla sidor av varje kvadrat måste bli ifyllda för att kunna komma vidare till nästa nivå. Detta görs genom att springa längs med sidan på en ruta och undvika diverse fiender. Emellanåt dyker olika föremål upp på spelplanen som är till hjälp för spelaren. 